# 新潮日本古典集成
新潮日本古典集成（しんちょうにほんこてんしゅうせい）は、新潮社が刊行した日本の古典文学の叢書である。新潮社創立80年を記念して1976年に出版が開始され、1989年までに全82冊が刊行された。同年、第43回毎日出版文化賞特別賞を受賞。2003年から2004年にかけて、別巻として『南総里見八犬伝』全12冊が刊行されている。2014年より、カバー装で新装再刊された。
サイズは四六判と持ち運びに便利な大きさであり、また、現代語訳を、部分的に傍注の形でセピア色のインクで印刷したところに特色がある。

## 収録書目
本全集は、同種の古典全集である『日本古典文学大系』（岩波書店）や『日本古典文学全集』（小学館）と異なり、全体での「通し番号」は記載されていない。
- 源氏物語1 紫式部 （桐壺、帚木、空蝉、夕顔、若紫、末摘花） 1976年6月 ISBN 978-4-10-620301-5　第1回配本
　石田穣二・清水好子校注
  - 源氏物語2 （紅葉賀、花宴、葵、賢木、花散里、須磨、明石）  1977年7月 ISBN 978-4-10-620313-8 第13回配本
  - 源氏物語3 （澪標、蓬生、関屋、絵合、松風、薄雲、朝顔、少女、玉鬘） 1978年5月 ISBN 978-4-10-620318-3 第18回配本
  - 源氏物語4 （初音、胡蝶、螢、常夏、篝火、野分、行幸、藤袴、真木柱、梅枝、藤裏葉） 1979年2月 ISBN 978-4-10-620323-7 第23回配本
  - 源氏物語5 （若菜上、若菜下、柏木、横笛、鈴虫） 1980年9月 ISBN 978-4-10-620340-4 第40回配本
  - 源氏物語6 （夕霧、御法、幻、雲隠、匂兵部卿、紅梅、竹河、橋姫、椎本） 1982年5月 ISBN 978-4-10-620350-3 第50回配本
  - 源氏物語7 （総角、早蕨、宿木、東屋） 1983年11月 ISBN 978-4-10-620362-6 第62回配本
  - 源氏物語8 （浮舟、蜻蛉、手習、夢浮橋） 1985年4月 ISBN 978-4-10-620369-5 第69回配本
- 伊勢物語 渡辺実校注 1976年9月 ISBN 978-4-10-620302-2 第2回配本
- 好色一代女 井原西鶴 村田穆校注 1976年8月 ISBN 978-4-10-620303-9 第3回配本
- 世阿弥芸術論集 世阿弥 田中裕校注 1976年9月 ISBN 978-4-10-620304-6 第4回配本
- 方丈記・発心集 鴨長明 三木紀人校注 1976年10月 ISBN 978-4-10-620305-3 第5回配本
- 万葉集1　1976年11月 ISBN 978-4-10-620306-0 第6回配本
　青木生子・井手至・伊藤博・清水克彦・橋本四郎校注
  - 万葉集2  1978年11月 ISBN 978-4-10-620321-3 第21回配本
  - 万葉集3  1980年11月 ISBN 978-4-10-620341-1 第41回配本
  - 万葉集4  1982年11月 ISBN 978-4-10-620355-8 第55回配本
  - 万葉集5  1984年9月 ISBN 978-4-10-620366-4 第66回配本
- 無名草子 桑原博史校注 1976年12月 ISBN 978-4-10-620307-7 第7回配本
- 説経集 室木弥太郎校注 1977年1月 ISBN 978-4-10-620308-4 第8回配本
- 日本永代蔵 井原西鶴 村田穆校注 1977年2月 ISBN 978-4-10-620309-1 第9回配本
- 徒然草 吉田兼好 木藤才蔵校注 1977年3月 ISBN 978-4-10-620310-7 第10回配本
- 枕草子上 清少納言 萩谷朴校注 1977年4月 ISBN 978-4-10-620311-4 第11回配本
  - 枕草子下  1977年5月 ISBN 978-4-10-620312-1 第12回配本
- 落窪物語 稲賀敬二校注 1977年9月 ISBN 978-4-10-620314-5 第14回配本
- 太平記1 山下宏明校注 1977年11月 ISBN 978-4-10-620315-2 第15回配本
  - 太平記2  1980年5月 ISBN 978-4-10-620338-1 第38回配本
  - 太平記3  1983年4月 ISBN 978-4-10-620358-9 第58回配本
  - 太平記4  1985年12月 ISBN 978-4-10-620372-5 第72回配本
  - 太平記5  1988年4月 ISBN 978-4-10-620378-7 第78回配本
- 今昔物語集　本朝世俗部 1978年1月 ISBN 978-4-10-620316-9 第16回配本
　阪倉篤義・川端善明・本田義憲校注
  - 今昔物語集　本朝世俗部2 1979年8月 ISBN 978-4-10-620329-9 第29回配本
  - 今昔物語集　本朝世俗部3 1981年4月 ISBN 978-4-10-620343-5 第43回配本
  - 今昔物語集　本朝世俗部4 1984年5月 ISBN 978-4-10-620364-0 第64回配本
- 芭蕉文集 松尾芭蕉 富山奏校注 1978年3月 ISBN 978-4-10-620317-6 第17回配本
- 古今和歌集 奥村恒哉校注 1978年7月 ISBN 978-4-10-620319-0 第19回配本
- とはずがたり 中院雅忠女 福田秀一校注 1978年9月 ISBN 978-4-10-620320-6 第20回配本
- 雨月物語・癇癖談 上田秋成 浅野三平校注 1979年1月 ISBN 978-4-10-620322-0 第22回配本
- 新古今和歌集上 久保田淳校注 1979年3月 ISBN 978-4-10-620324-4 第24回配本
  - 新古今和歌集下  1979年9月 ISBN 978-4-10-620330-5 第30回配本
- 平家物語上  水原一校注 1979年4月 ISBN 978-4-10-620325-1 第25回配本
  - 平家物語中   1980年4月 ISBN 978-4-10-620337-4 第37回配本
  - 平家物語下   1981年12月 ISBN 978-4-10-620347-3 第47回配本
- 竹取物語 野口元大校注 1979年5月 ISBN 978-4-10-620326-8 第26回配本
- 古事記 西宮一民校注 1979年6月 ISBN 978-4-10-620327-5 第27回配本
- 建礼門院右京大夫集 建礼門院右京大夫 糸賀きみ江校注 1979年7月 ISBN 978-4-10-620328-2 第28回配本
- 梁塵秘抄 後白河院撰 榎克朗校注 1979年10月 ISBN 978-4-10-620331-2 第31回配本
- 与謝蕪村集 与謝蕪村 清水孝之校注 1979年11月 ISBN 978-4-10-620332-9 第32回配本
- 連歌集 島津忠夫校注 1979年12月 ISBN 978-4-10-620333-6 第33回配本
- 御伽草子集 松本隆信校注 1980年1月 ISBN 978-4-10-620334-3 第34回配本
- 紫式部日記・紫式部集 紫式部 山本利達校注 1980年2月 ISBN 978-4-10-620335-0 第35回配本
- 春雨物語・書初機嫌海 上田秋成 美山靖校注 1980年3月 ISBN 978-4-10-620336-7 第36回配本
- 更級日記 菅原孝標女 秋山虔校注 1980年7月 ISBN 978-4-10-620339-8 第39回配本
- 和泉式部日記・和泉式部集 和泉式部 野村精一校注 1981年2月 ISBN 978-4-10-620342-8 第42回配本
- 金槐和歌集 源実朝 樋口芳麻呂校注 1981年6月 ISBN 978-4-10-620344-2 第44回配本
- 東海道四谷怪談 四世鶴屋南北 郡司正勝校注 1981年8月 ISBN 978-4-10-620345-9 第45回配本
- 歎異抄・三帖和讃 親鸞述 伊藤博之校注 1981年10月 ISBN 978-4-10-620346-6 第46回配本
- 好色一代男 井原西鶴 松田修校注 1982年2月 ISBN 978-4-10-620348-0 第48回配本
- 山家集 西行 後藤重郎校注 1982年4月 ISBN 978-4-10-620349-7 第49回配本
- 芭蕉句集 松尾芭蕉 今栄蔵校注 1982年6月 ISBN 978-4-10-620351-0 第51回配本
- 浮世床・四十八癖 式亭三馬 本田康雄校注 1982年7月 ISBN 978-4-10-620352-7 第52回配本
- 閑吟集・宗安小歌集  北川忠彦校注 1982年9月 ISBN 978-4-10-620353-4 第53回配本
- 蜻蛉日記 藤原道綱母 犬養廉校注 1982年10月 ISBN 978-4-10-620354-1 第54回配本
- 堤中納言物語 塚原鉄雄校注 1983年1月 ISBN 978-4-10-620356-5 第56回配本
- 謡曲集上 伊藤正義校注 1983年3月 ISBN 978-4-10-620357-2 第57回配本
  - 謡曲集中  1986年3月 ISBN 978-4-10-620373-2 第73回配本
  - 謡曲集下  1988年10月 ISBN 978-4-10-620379-4 第79回配本
- 古今著聞集上 橘成季 西尾光一・小林保治校注 1983年6月 ISBN 978-4-10-620359-6
  - 古今著聞集下  1986年12月 ISBN 978-4-10-620376-3
- 本居宣長集 本居宣長 日野龍夫校注 1983年7月 ISBN 978-4-10-620360-2 第60回配本
- 和漢朗詠集 大曽根章介・堀内秀晃校注 1983年9月 ISBN 978-4-10-620361-9 第61回配本
- 誹風柳多留 宮田正信校注 1984年2月 ISBN 978-4-10-620363-3 第63回配本
- 三人吉三廓初買 河竹黙阿弥 今尾哲也校注 1984年7月 ISBN 978-4-10-620365-7 第65回配本
- 日本霊異記 景戒撰述 小泉道校注 1984年12月 ISBN 978-4-10-620367-1 第67回配本
- 狭衣物語上  鈴木一雄校注 1985年3月 ISBN 978-4-10-620368-8 第68回配本
  - 狭衣物語下   1986年6月 ISBN 978-4-10-620374-9 第74回配本
- 浄瑠璃集 土田衛校注 1985年7月 ISBN 978-4-10-620370-1 第70回配本
- 宇治拾遺物語 大島建彦校注 1985年9月 ISBN 978-4-10-620371-8 第71回配本
- 近松門左衛門集 近松門左衛門 信多純一校注 1986年10月 ISBN 978-4-10-620375-6 第75回配本
- 竹馬狂吟集・新撰犬筑波集 木村三四吾・井口寿校注 1988年1月 ISBN 978-4-10-620377-0 第77回配本
- 土佐日記 紀貫之 木村正中校注 1988年12月 ISBN 978-4-10-620380-0 第80回配本
- 世間胸算用 井原西鶴 金井寅之助校注　松原秀江校注 1989年2月 ISBN 978-4-10-620381-7 第81回配本
- 大鏡 石川徹校注 1989年6月 ISBN 978-4-10-620382-4 第82回配本

　別巻
- 南総里見八犬伝　曲亭馬琴 濱田啓介校訂

1. 南総里見八犬伝　2003年5月 ISBN 978-4-10-620383-1
2. 南総里見八犬伝　2003年6月 ISBN 978-4-10-620384-8
3. 南総里見八犬伝　2003年7月 ISBN 978-4-10-620385-5
4. 南総里見八犬伝　2003年8月 ISBN 978-4-10-620386-2
5. 南総里見八犬伝　2003年9月 ISBN 978-4-10-620387-9
6. 南総里見八犬伝　2003年10月 ISBN 978-4-10-620388-6
7. 南総里見八犬伝　2003年11月 ISBN 978-4-10-620389-3
8. 南総里見八犬伝　2003年12月 ISBN 978-4-10-620390-9
9. 南総里見八犬伝　2004年1月 ISBN 978-4-10-620391-6
10. 南総里見八犬伝　2004年2月 ISBN 978-4-10-620392-3
11. 南総里見八犬伝　2004年3月 ISBN 978-4-10-620393-0
12. 南総里見八犬伝　2004年4月 ISBN 978-4-10-620394-7